# مورین اکه
مورین اکه (انگلیسی: Maureen Eke؛ زادهٔ ۱۹ دسامبر ۱۹۸۶) بازیکن فوتبال اهل نیجریه است.
وی همچنین در تیم ملی فوتبال زنان نیجریه بازی کرده‌است.